# Trox perlatus
Trox perlatus es una especie de coleóptero de la familia Trogidae.

## Distribución geográfica
Habita en Europa occidental.